# Викторианская ферма
«Викторианская ферма» — британский исторический документальный сериал из шести эпизодов, впервые показанный на BBC Two в январе 2009 года, и трёх серий на рождественскую тематику в декабре того же года. Сериал, второй из цикла «Исторические фермы BBC», воссоздает повседневную жизнь на ферме в Шропшире в середине XIX века с использованием аутентичных копий обстановки и одежд, оригинальных рецептов и реконструированных строительных технологий. Он был создан по заказу BBC независимой продюсерской компанией Lion Television и снят на сохранившейся ферме-музее живой истории викторианской эпохи, Исторической рабочей ферме Эктон Скотт, Шропшир. В актёрский состав вошли историк Рут Гудман и археологи Алекс Лангландс и Питер Гинн.
Широко использовались исторические источники, такие как «Книга о ферме: подробное описание трудов фермера, управляющего фермой, пахаря, пастуха, садовника, скотовода, полевого рабочего и доярки» доктора Генри Стивенса, опубликованая в Лондоне в 1844 г.
Сериал стал одним из крупнейших хитов BBC Two в 2009 году с аудиторией до 3,8 миллиона человек на каждый эпизод. Рецензенты высоко оценили его.
Сопроводительная книга Лангландса, Гинна и Гудман, также названная «Викторианская ферма», была опубликована в 2009 году. Она заняла первое место в списке бестселлеров Sunday Times в феврале 2009 года.
Сериал является продолжением сериала «Сказки Зелёной долины», вышедшего в эфир BBC Two в 2005 году. BBC заказала два продолжения с той же производственной командой и актёрским составом: «Викторианская ферма — Рождество» с датой трансляции в декабре 2009 года, и «Эдвардианская ферма», которое транслировалось с ноября 2010 года. В сентябре 2012 года тот же состав вернулся с третьей частью цикла, «Фермой в годы войны». Четвёртый эпизод «Ферм» был создан в 2013 году, его назвали «Ферма во времена Тюдоров». Также выходили различные рождественские спецпрограммы.

## Эпизоды

### Эпизод 1
Премьера на ТВ состоялась в четверг 8 января 2009 года в 21:00. Будущие фермеры переезжают в заброшенный коттедж. Он требует серьёзного ремонта: замена старой угольной печи, чистка дымохода и пополнение запасов угля с узкой лодки на соседнем канале; уборка мёртвых птиц из спальни, дезинсекция от клопов при помощи скипидара и соли, восстановление известковой штукатурки и косметический ремонт.
По обычаю, они помогают перемолоть прошлогодний урожай пшеницы с помощью паровой молотилки. Поле вспахивают, боронят и засевают при помощи плуга, запряжённого лошадьми той эпохи. Яблоки собирают, измельчают и прессуют для приготовления сидра, в то время как другие фрукты и ягоды консервируют в виде острого чатни.
Приобретено стадо шропширских овец, и первый обед приготовлен и съеден: отварная баранина.

### Эпизод 2
С приближением зимы скоту требуются корм и кров. Кормовая свёкла хранится в бурте, а затем измельчается с помощью специальной техники для кормления коров. Свинарник строится на фундаменте из пустых винных бутылок, чтобы обеспечить теплоизоляцию, и после его завершения туда помещают трёх молодых поросят породы темворс. К стаду овец поселяют барана и помечают красной меткой его брюхо, чтобы определить, каких овец он успел оплодотворить, и весной можно ждать потомство от всех самок. Шайр по имени Клампер также присоединяется к поголовью, проводится инструктаж по использованию его в качестве тяглового животного.
Внутри дома еженедельная стирка осуществляется в викторианских традициях. Сначала выполняется удаление пятен, например, для удаления чернильного пятна применяется молоко. Затем в течение нескольких дней одежду бьют вальком, отжимают, сушат и гладят.
Рождество отмечается церковной службой, новой модой викторианской эпохи — ёлкой, сливовым пудингом и жареной индейкой и обменом подарками, такими как подтяжки ручной работы.

### Эпизод 3
Наступает Новый год, и ферме требуется срочный ремонт с помощью лесоруба, кузнеца и корзинщика. Рут пробует некоторые традиционные способы домашнего изготовления крема и лекарств. А в свинарнике пополнение: появляется беременная свиноматка породы глостерширская пятнистая. Когда урожай пшеницы подвергается нападению фазанов, наступает время для охоты на вредителей по викторианским традициям с участием Алекса и Питера. Алекс отправляется на ловлю кроликов с командой викторианских браконьеров. А с наступлением весны первые детёныши животных готовы появиться на свет.

### Эпизод 4
Пришла весна, и скоро родятся ягнята и поросята, а это значит, что Алекс и Питер должны освоить ветеринарное акушерство. Ценная овца заражается копытной инфекцией, а хромота лошади может поставить под угрозу жизненно важную работу на ферме. Команда стала свидетелем рождения множества цыплят и утят, а также 8 (первоначально 9) поросят от свинки Принцессы.
Команда обращается к викторианской науке, чтобы спасти свой урожай. Если им это удастся, им будет что отметить на майской ярмарке. Если они потерпят неудачу, весь их упорный труд окажется напрасным.

### Эпизод 5
В этом эпизоде команда совершает поездку на паровозе, Рут выполняет трудную задачу на молочной ферме, Алекс пробует свои силы в пчеловодстве, овец стригут с использованием новейших технологий, позволяющих сэкономить время, а удлинение летних дней позволяет Алексу и Питер попробовать новый викторианский вид спорта — крикет. Наступает пора уборки сена при условии, что погода наладится.
Рут вместе со своей дочерью Кэтрин Гудман готовит сыр на молочной ферме, используя молоко коровы Незабудки и сычужный фермент соседского телёнка. Стрижка овец оказывается очень своевременной, потому что обнаруживается, что овцы сильно пострадали от миаза. Алекс отмечает день рождения, и Рут испекла для него пирог и организовала пикник, а Питер дарит ему книгу об устройстве пасеки. Мужчины делают защитный навес для малиновой грядки хозяина, укрывающий от хищников.

### Эпизод 6
Конец года, проведённого на ферме. Свиньи и овцы, которых успешно разводили и растили, проданы. Рут учится плетению из соломы, делает своими руками шляпу и готовит карри в викторианском стиле. Сейчас всё сосредоточено на сборе урожая пшеницы. Питер и Алекс ремонтируют телегу и жатку-сноповязалку, варят пиво, чтобы привлечь помощников для сбора урожая. Сбор урожая завершается как раз перед дождем, когда Рут собирает последний урожай кукурузы. После того, как пшеница высушена и собрана, они звонят в церковные колокола, наслаждаются праздником урожая и размышляют о времени, прожитом на ферме. Они возвращают ключи своему домовладельцу и покидают викторианскую ферму.

## Связанные программы
В 2009 году был снят трёхчастный сериал «Викторианская ферма — Рождество», в котором Гудман, Лангландс и Гинн возвращаются в поместье Эктона Скотта год спустя, чтобы воссоздать подготовку к викторианскому Рождеству. Сериал был снят в августе и сентябре 2009 года и транслировался на BBC Two, начиная с 11 декабря 2009 года. В нём участвовали и другие историки, такие как Иван Дей и профессор Рональд Хаттон. Ветряная мельница, представленная в первой программе, называлась Wilton Windmill общины Great Bedwyn в Уилтшире.
Из-за популярности «Викторианской фермы» Lion Television выпустила сериал Бена Фогла «Побег во времени» (формат, разработанный продюсером «Викторианской фермы» Дэвидом Апшелом). В рамках него семьям была предоставлена возможность пожить в Эктон Скотт в течение недели, пройти обучение и посоревноваться в старинных навыках. Сериал был снят параллельно с «Викторианской фермой — Рождество» в сентябре 2009 года и транслирован в июле 2010 года. Лангландс, Гинн и Гудман не появлялись, хотя дочь Рут, Ева Гудман, присутствовала.
«Викторианская аптека» — это сериал из четырёх частей в стиле, аналогичном «Викторианской ферме», также производства Lion Television, показанный на BBC Two в 2010 году. Снятый исключительно в викторианском городке Блистс-Хилл, сюжет его вращался вокруг викторианской аптеки, его ведущей стала Рут Гудман, а закадровый голос озвучивает рассказчик «Викторианской фермы» Стивен Нунан.

## DVD
DVD-диск «Викторианской фермы» выпущен компанией Acorn Media UK.